# Pollaplonyx diversifrons
Pollaplonyx diversifrons är en skalbaggsart som beskrevs av Leon Fairmaire 1891. Pollaplonyx diversifrons ingår i släktet Pollaplonyx och familjen Melolonthidae. Inga underarter finns listade i Catalogue of Life.